# 競走

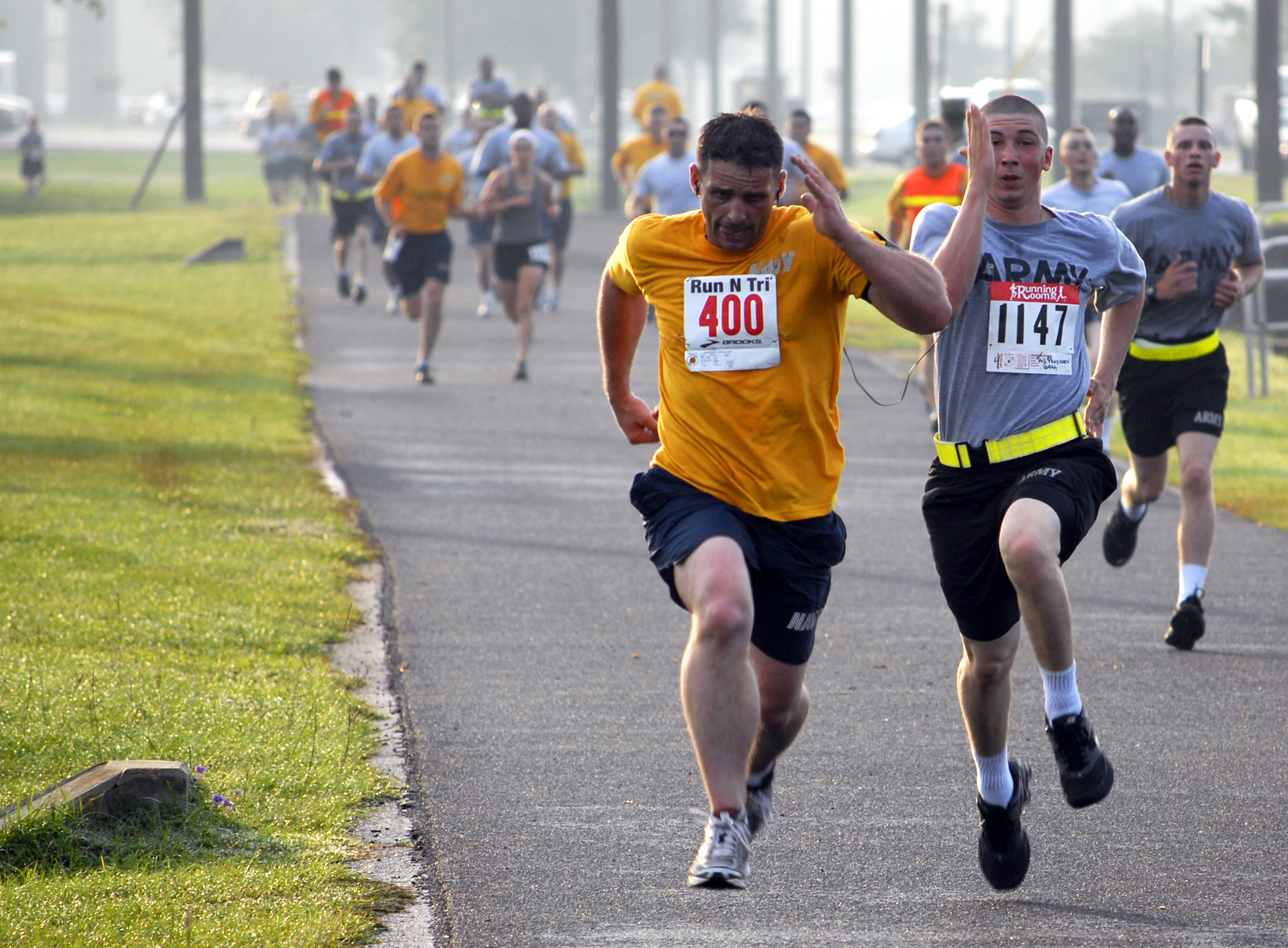
5キロのロードランニング競技の最後にスプリントフィニッシュをする2人の男性

競走（きょうそう、英: race レース、あるいは英: racing レーシング）とは、一定距離を走り、その速さを競うことである。

## 概説
「競走」を字義通りに解せば「走りを競うこと」となる。走るものであれば何でも、たとえば馬や自動車でも一定距離走ってその速さを競えば競走やレースという。
なお「その速さを競う」と言っても、通常あらかじめ一定距離を定めておき、ゴールに到着した順番（着順）や、かかった時間で、順位を決める。（通常「競走」というのは、途中の瞬間的な最高速を測定して比べるものではない）
なお速さを比べるには、いくつもの方法がある。
- あらかじめスタートラインの一定距離の先にゴールラインを定め、全員が同時にスタートし、ゴールラインに到着した順位で速さの順を確定する方法
- あらかじめスタートラインの一定距離の先にゴールラインを定めるが、全員が同時にスタートせず、時計を用い、スタート時刻とゴールラインに達した時刻をひとりひとり記録し、ゴール後に大会主催者がスタートからゴールするまでにかかった時間を引き算で算出し、事後的に順位を発表する方法（スタートラインに全員が並べない場合、コースが狭い場合などにこの方法が採用されることがある。人が山間部を走る過酷なレースなどでこの方法が採用されることがある。また自動車のラリーレースでもこの方法が採用される）
- あらかじめ一定の時間を設定して、その時間でより長い距離を走った者の順位が高いとする方法。たとえば自動車レースでは、一定時間をあらかじめ決めておいてその時間でどれだけのサーキットを周回した回数の多さで速さを競う「○○時間耐久レース」という方式もある。また自転車競技のアワーレコードもあり、人の競走でも1時間競走というものはある。

## 具体例
次に示すように、さまざまな競走（レース）がある。
- 陸上競技の競走 - 人間が徒足で行う競走。通常は距離を決め走るものを競走という。「50m 走」「100m 走」「200m走」「1500m走」「10000m 走」などがある。一方、「フルマラソン」と表示されている場合は、たとえ具体的な距離が書かれていなくても、通常は42.195kmを走って順位を決める競走である。リレー方式で行う競走もある。日本で新聞社が自社の宣伝のためにイベントとして始めた駅伝競走もリレー方式の競走である。トラックを走る「トラック種目」と公道を走る「道路種目」に大分類されることもある。また短距離と長距離にも大分類されることがある。
- 自転車の競走 - 人が自転車に乗り、一定距離を走り、着順を競う。オリンピック競技もあり、賭博の競輪もある。
- スケートの競走 - 細分化するとスピードスケート、ショートトラック、マススタート、アイスクロスなどがある。
- スキーの競走 - 細分化するとアルペンスキー、スキークロス、クロスカントリースキーなどがある。
- スノーボードの競走 - アルペンスノーボード、スノーボードクロスなどがある。
- ソリの競走 - ボブスレー競技などもあり、また犬ぞりレースは北欧やアラスカなどではさかんに大会が行われている。
- 馬の競走 - 競馬。人と馬が一体（人馬一体）となって（あるいは「人が馬に騎乗して」）、一定距離を走りその速さを競うもの。（着順は通常は馬の鼻先で決まるが、ばんえい競走ではソリの終端が基準）
- 犬の競走 - ドッグレース。犬が一定距離を走って速さを競う。（人は犬に乗らない）
- 自動車類の競走 - 自動車やオートバイ等を用いるもの。いわゆるモータースポーツ。一般的にはそれらはすべて「レース」と呼ばれるが、国際自動車連盟(FIA)では複数以上の車両が同時に競技を行う物のみをレースと呼び、レースへの参加にはより厳格な資格が必要になる。
- 人が泳ぐレース - 競泳。人が一定距離を水泳し、その着順を競う。広義では、遠泳も含まれる。
- セーリングのレース - 一定距離を、セイル（帆）を推進力とする船を操作して進み、その着順で速さを競う。「ヨットレース」とも。セーリングのレースは海上でスタートするため、陸上でおこなう競技とは違いスタートラインに白線などは引けないので、２つの船やブイ（海面に設置された目印）を結んだ《目には見えない、観念的なライン》をスタートラインとする。ゴールラインもやはり同様で、白いテープなどは用いず《観念的なライン》に達した順で順位を確定する。現代ではビデオカメラ類のおかげで微妙な差も判定できる。
- ボートのレース - オリンピックなどはオールを用いるローイング競技（ボート競技、競漕）である。一方、動力付きボートを用いるものはモーターボート競走として区別される（モーターボート競走はモータースポーツの一種にも分類される）。
- 飛行機のレース - エアレースとも。かつてはさまざまエアレースがあったが、近年では指定された飛行ルートを最短時間で飛ぶタイムレースがさかんである。日本人には馴染みが薄かったが、日本人パイロット室屋義秀がレッドブル・エアレース・ワールドシリーズで活躍するさまがNHKで放送されてからは広く認知されるようになった。

## 補足
公営競技の競走は、1回の競い合いも、それを複数回まとめたものも競走やレースと呼ぶ。このため、競走がどちらの意味で用いられているか注意する必要がある。前者の意味としては「1つの公営競技場では1日に最大で12の競走が行われる」といった用法になり、後者の意味としては「1つの公営競技場では数日間連続で1競走が開催される」といった用法になる。

### 開催
公営競技においては、数日間に亘る競走をまとめて開催（かいさい）という単位で呼ぶ。各公営競技の法令により、1つの公営競技場では年間開催数、および1開催の日数が決められている。
また、開催を数える単位には回（かい）が用いられる。例えば「第2回第3日」といえばその年に開催された第2回目の開催の3日目であることを表す。

### 節
公営競技における1開催は、日数をさらに何日間かに分割して行われるが、その分割された日数間の競走をまとめて節（せつ）と呼ぶ習慣がある。ただしこれは法令において正式に定義された用語ではない。
競輪・競艇・オートレースにおいては1節を1つの大会と捉えて、節内のチャンピオンを決定する方式（勝ち上がり方式、トーナメント方式ともいう）で行われている が、競馬においては同一開催内で複数回出走することは稀であるため、1つの開催を1つの大会と捉える概念が存在しない。